# Philip Billing
Philip Anyanwu Billing (* 11. Juni 1996) ist ein dänischer Fußballspieler. Er spielte seit seiner Jugend in England für Huddersfield Town und steht seit 2019 beim AFC Bournemouth unter Vertrag.

## Karriere

### Verein
Der Sohn eines Nigerianers und einer Dänin – der zweite Vorname stammt aus der Sprache des in Nigeria lebenden Volks der Igbo – begann mit dem Fußballspielen bei Esbjerg fB und wechselte im Oktober 2013 nach England zu Huddersfield Town. Am 26. April 2014 gab er beim 0:2 in der Saison 2013/14 der Football League Championship (zweite englische Liga) gegen Leicester City sein Profidebüt, als er in der 76. Minute für Jonathan Hogg eingewechselt wurde. In der Saison 2014/15 kam er nicht zum Einsatz, in der nächsten Saison absolvierte er 13 Spiele. In der Saison 2016/17 spielte Billing in 24 Partien und viermal im FA Cup. Am Ende der Saison stieg er mit Huddersfield Town in die Premier League auf. Konnte man im ersten Jahr noch die Klasse halten, stieg der Club im Folgejahr wieder in die EFL Championship ab. In zwei Jahren in der höchsten englischen Spielklasse kam Billing zu 43 Einsätzen sowie zwei Toren.
Ende Juli 2019 wechselte Billing zurück in die Premier League zum AFC Bournemouth. Mit seinem neuen Verein stieg er ebenso in die EFL Championship ab, schaffte aber in der Spielzeit 2021/22 wieder den Aufstieg in die Premier League.
Mitte Januar 2025 wechselte Billing auf Leihbasis mit Kaufoption in die italienische Serie A zur SSC Neapel.

### Nationalmannschaft
Billing kam zu einem Einsatz in der dänischen U19-Nationalmannschaft. Am 31. August 2017 beim 3:0-Sieg im EM-Qualifikationsspiel in Torshavn gegen die Färöer-Inseln spielte er zum ersten Mal für die dänische U21-Nationalmannschaft. Bei der Europameisterschaft 2019 in Italien und San Marino kam Billing in allen drei Gruppenspielen zum Einsatz. Dabei schied die Mannschaft als einer der schlechtesten Gruppenzweiten nach der Gruppenphase aus.
Nachdem er im Lauf des Jahres 2019 bereits mehrfach in den Kader der dänischen A-Nationalmannschaft nominiert wurde, ohne anschließend zum Einsatz zu kommen, debütierte er schließlich im Oktober 2020 bei einem Freundschaftsspiel gegen die Färöer. Anschließend wurde er zunächst über ein Jahr lang nicht mehr nominiert und kam erst im März 2022 zu seinem zweiten Länderspieleinsatz. 

## Erfolge
- Italienischer Meister: 2025 (SSC Neapel)
- Aufstieg in die Premier League (2): 2017 (Huddersfield Town), 2022 (AFC Bournemouth)